# オレフォス
オレフォス（Orrefors）は、スウェーデン・スモーランド地方にある村である。人口は約700人。カルマル県のニィブロ・コミューン（Nybro kommun）に属する。世界的に有名なクリスタル・ガラス・メーカー、オレフォスのガラス工場がある。